# Autoestrada A2
L'autoestrada A2, conosciuta anche come Autoestrada do Sul (Autostrada del Sud) è un'autostrada portoghese che collega Lisbona con Albufeira in Algarve. Con i suoi 240 km è la seconda autostrada portoghese per estensione.
Oltre ad unire la capitale portoghese con la principale destinazione turistica del Paese, l'Algarve, l'A2 riveste notevole importanza poiché attraversa da nord a sud l'antica provincia del Basso Alentejo toccando i distretti di Setúbal, Évora e Beja, oltre a quello della capitale e dell'Algarve. Inoltre, nel suo tratto iniziale, è un'arteria di vitale importanza per la regione di Lisbona in quanto utilizzata quotidianamente da decine di migliaia di veicoli che la utilizzano per recarsi nella capitale.

## Storia
Il primo tratto dell'A2, da Lisbona a Fogueteiro di 15 km, venne aperto al traffico nel 1966, grazie all'inaugurazione del Ponte 25 de Abril. Questo tratto, ancora oggi molto trafficato, consentiva finalmente il passaggio stradale dalla riva sud del Tago a Lisbona senza più la necessità di imbarcare i veicoli su traghetti. Tra il 1978 e il 1979 l'autostrada venne prolungata di altri 22,3 km fino a Setúbal mentre nel 1995 venne realizzato il tratto di 21,3 km fino allo svincolo con l'A6 e l'A13. Nel 1996 venne aperta la 3ª corsia tra Lisbona e Fogueteiro (15 km), allargamento dovuto al notevole congestionamento di traffico di quel tratto di autostrada. Tra il 1997 l'autostrada venne portata fino ad Alcácer do Sal (25 km) e nel 1998 venne inaugurato il tratto fino a Grândola per altri 38 km. Finalmente, nel 2002, l'autostrada giunse ad Albufeira permettendo così un collegamento autostradale da Lisbona all'Algarve in circa due ore di viaggio. Infine, tra il 2006 e il 2011, venne aperta al traffico la 3ª corsia nel tratto tra Fogueteiro e Setúbal.

## Percorso

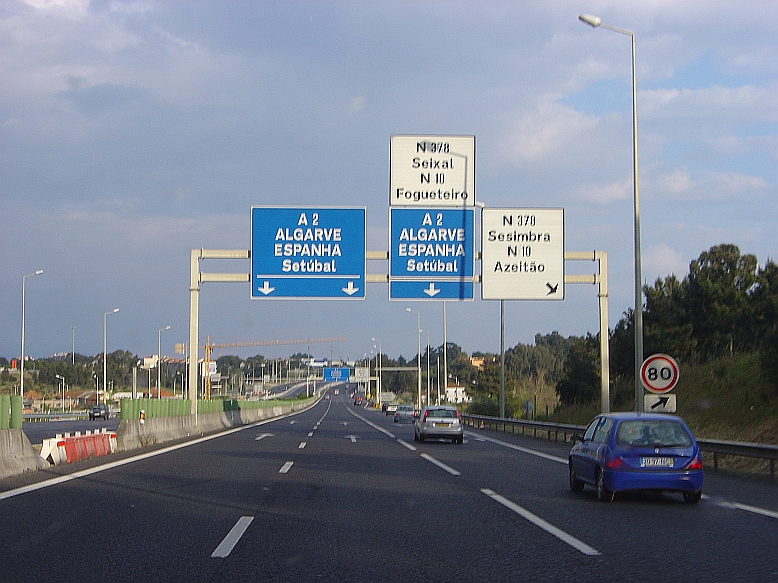
L'A2 nei pressi di Seixal

L'A2 inizia a Lisbona, presso lo svincolo con l'A5, come continuazione dell'avenida da Ponte; attraversa il Tago mediante il Ponte 25 de Abril ed incrocia ad Almada l'A38 per Costa de Caparica. Incontra poi, nei pressi di Palmela, l'A33 e l'A39 rispettivamente per Montijo e Barreiro e raggiunge Setúbal al km 35 dove incrocia l'A12. Prosegue quindi fino allo svincolo con l'A6 / A13 (km 56) per poi piegare verso sud fino a giungere ad Alcácer do Sal (km 81) e quindi a Grândola (km 104) dove incrocia l'A26 per Sines. Tocca Aljustrel (km 151), Ourique e Castro Verde (km 178) e Almodôvar (km 194). Nel suo tratto finale valica, con numerosi viadotti, i monti della Serra do Caldeirão fino ad entrare in Algarve (km 212) e giungere a São Bartolomeu de Messines (km 228). Da qui, in un paesaggio prevalentemente di pianura, raggiunge Albufeira (in località Paderne) immettendosi, al km 240, nell'autostrada A22 (Via do Infante) e terminando il suo percorso.
Il pedaggio per l'intera tratta per un veicolo di classe 1 (autovettura o motocicletta) è di 20,70 € in direzione Algarve e di 22,55 € verso Lisbona. Tale differenza è dovuta al fatto che il pagamento del pedaggio per il Ponte 25 de Abril, a Lisbona, è dovuto solo in entrata verso la capitale mentre è gratuito in uscita. Da Lisbona all'uscita n° 2 di Fogueteiro (25 km) l'autostrada è gratuita.